# Гензелен
Гензеле́н (фр. Guinzeling) — коммуна во французском департаменте Мозель региона Лотарингия. Относится к кантону Альбестроф.

## Географическое положение
Гензелен расположен в 60 км к юго-востоку от Меца. Соседние коммуны: Торшвиль на севере, Лор и Энсвиллер на востоке, Лостроф на юге, Домнон-ле-Дьёз на юго-западе, Мольрен на северо-западе.

## История
- Коммуна входила в герцогство Лотарингия и принадлежала сеньорам де Фенетранж, которые впоследствии передали её коллегии соседнего Мюнстера.
- Гензелен был полностью опустошён во время Тридцатилетней войны и в 1650 году в нём не было ни одного жителя.

## Демография
По переписи 2007 года в коммуне проживало 76 человек.

## Достопримечательности
- Церковь Сент-Этьен XVIII века.